# Hornillos de Cerrato
Hornillos de Cerrato ist ein Ort und eine nordspanische Gemeinde (municipio) mit nur noch 170 Einwohnern (Stand: 2024) in der Provinz Palencia der Autonomen Gemeinschaft Kastilien-León.

## Lage und Klima
Der Ort Hornillos de Cerrato liegt gut 6 km südöstlich des Río Arlanza in der altkastilischen Meseta in einer Höhe von ca. 845 m. Die Provinzhauptstadt Palencia befindet sich gut 28 km (Fahrtstrecke) westlich; die Städte Burgos und Valladolid sind ca. 74 km in nordöstlicher bzw. knapp 65 km in südwestlicher Richtung entfernt. Das Klima im Winter ist kühl, im Sommer dagegen trotz der Höhenlage gemäßigt bis warm; Niederschläge (ca. 480 mm/Jahr) fallen überwiegend im Winterhalbjahr.

## Bevölkerungsentwicklung
| Jahr      | 1857 | 1900 | 1950 | 2000 | 2018 |
| Einwohner | 477  | 382  | 491  | 130  | 143  |

Der seit der Mitte des 20. Jahrhunderts festzustellende deutliche Bevölkerungsrückgang ist im Wesentlichen auf die Mechanisierung der Landwirtschaft sowie auf die Aufgabe von bäuerlichen Kleinbetrieben und den daraus resultierenden Verlust von Arbeitsplätzen zurückzuführen (Landflucht).

## Wirtschaft
In früheren Zeiten lebten die Bewohner des Ortes wie der gesamten Region nahezu ausnahmslos als Selbstversorger von den Erträgen ihrer Felder und Hausgärten; auch Weinbau und Viehzucht wurden betrieben. Im Ort selbst haben sich bereits vor Jahrhunderten auch Kleinhändler, Handwerker und Dienstleister aller Art niedergelassen, die jedoch wegen des enormen Bevölkerungsschwundes ihr Geschäft aufgegeben haben. Zu Beginn des 20. Jahrhunderts war die gesamte Region von der Reblauskrise betroffen. Hornillos de Cerrato gehört heute zum Weinbaugebiet Arlanza (D.O.).

## Geschichte
Von der Antike bis zum Mittelalter erlebte die Region bzw. der Ort in etwa dieselbe Geschichte wie der berühmtere Nachbarort Torquemada. Im 15. Jahrhundert entstand das Verwaltungsgebiet der Merindad de Cerrato mit Palenzuela als Hauptort. Im Jahr 1507 kam der von Johanna der Wahnsinnigen angeführte Leichenzug in Begleitung ihres verstorbenen Ehemanns Philipp dem Schönen durch Hornillos.

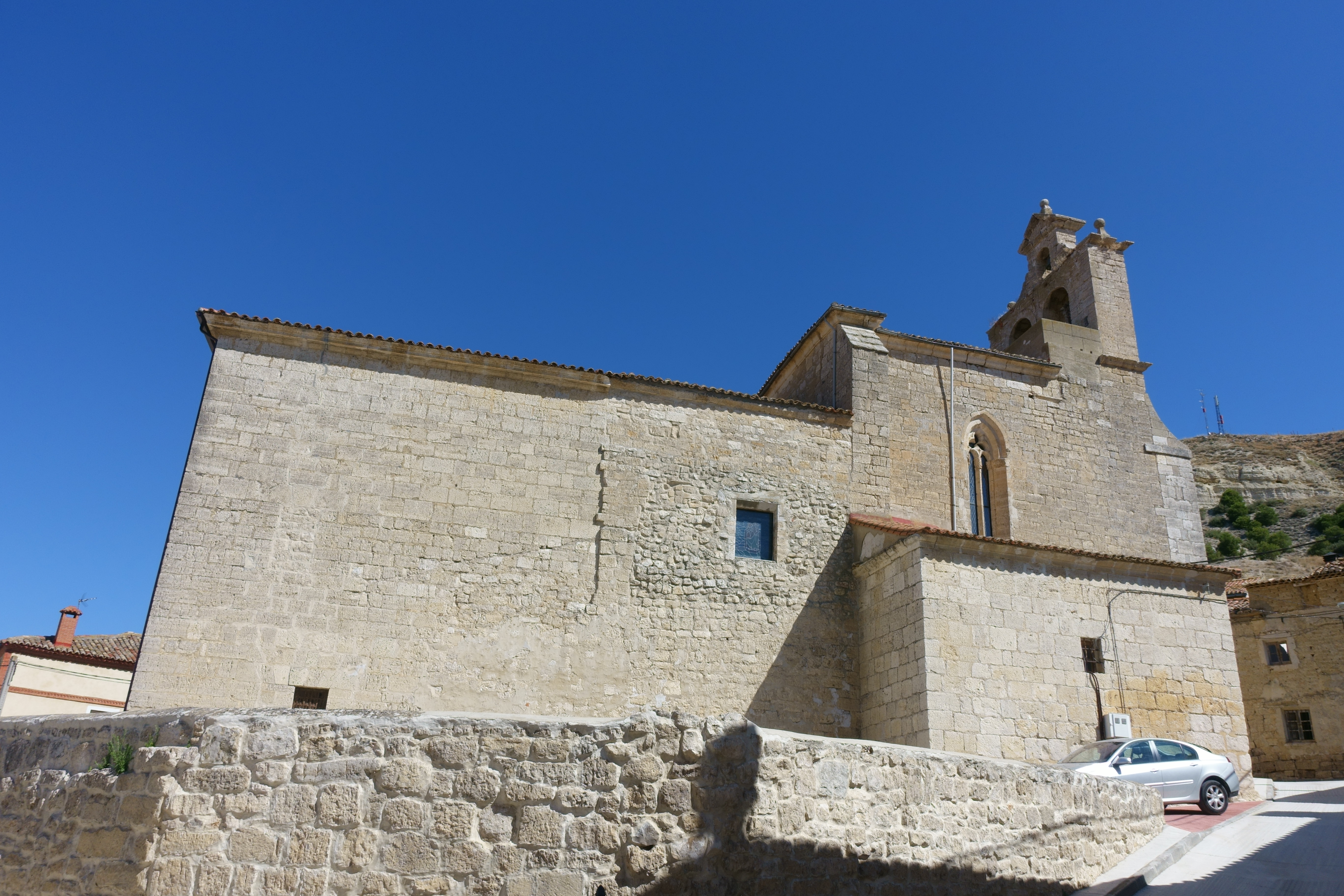
Iglesia de San Miguel Arcángel

## Sehenswürdigkeiten
- Eine einfache Burg (castillo) existierte bereits im 13. Jahrhundert. Diese wurde jedoch im frühen 16. Jahrhundert zu einer quadratischen Anlage mit vier Eckrundtürmen umgebaut. Anschließend wechselten wiederholt die Besitzer und die Burg verfiel allmählich.[5][6]
- Die Iglesia de San Miguel Arcángel ist ein Bau des 13. Jahrhunderts; im 18. Jahrhundert wurde sie umgebaut, doch blieb der insgesamt eher schmucklos wirkende Bau unvollendet. Die Westfassade ist von einem Glockengiebel (espadaña) überhöht.